# Berlin Fashion Week
 (décembre 2019).
Si vous disposez d'ouvrages ou d'articles de référence ou si vous connaissez des sites web de qualité traitant du thème abordé ici, merci de compléter l'article en donnant les références utiles à sa vérifiabilité et en les liant à la section « Notes et références ».

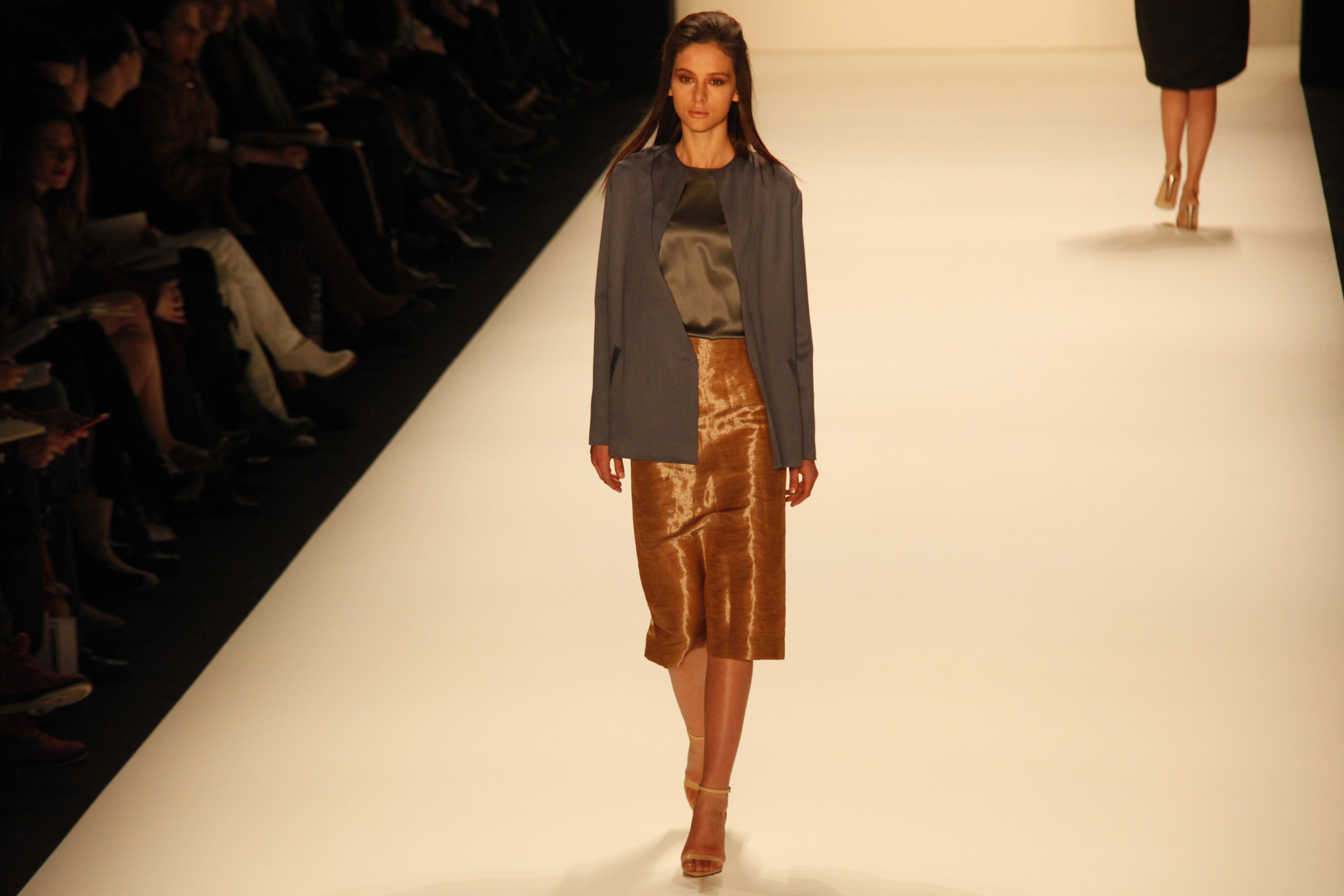
Un défilé de la Berlin Fashion Week 2013.

La Berlin Fashion Week (en allemand : Berliner Modewoche) est une semaine de la mode qui se tient deux fois par an (en janvier et en juillet) à Berlin, en Allemagne. Depuis sa création en juillet 2007, la fashion week allemande a attiré une attention pour ses jeunes créateurs qui fleurissent dans la capitale. Depuis juillet 2011, l'événement se déroule en partie devant la porte de Brandebourg. Mercedes-Benz est le principal sponsor de cette semaine de la mode.

## De nouveaux créateurs
Depuis la saison printemps / été 2012, la Fashion Week présente de jeunes talents dans un défilé en collaboration avec Elle. Les entrepreneurs de mode peuvent participer au concours « Start your Fashion Business ». Un autre événement pour les jeunes designers est le « Designer for Tomorrow Award », qui a lieu chaque saison d'été. Un jury, dont fait partie le célèbre designer Marc Jacobs, choisit un lauréat qui pourra présenter son propre défilé lors de la prochaine saison hivernale. Une autre spécialité est le défilé de mode U-Bahn de Berlin, qui se déroule dans un train affrété de la ligne U5[source secondaire souhaitée].

## Salons de la mode
Différentes foires commerciales sont un élément essentiel de la Fashion Week de Berlin, telles que BREAD & BUTTER, Premium Fair, Bright Tradeshow, (capsule), Show & Order, PanoramaBerlin et The Gallery Berlin. Les vitrines des salons Mercedes-Benz, Showfloor Berlin, Lavera Showfloor, GREENshowroom et Ethical Fashion Show sont accessibles au public.

## Stylenite
L'événement culturel du designer berlinois Michael Michalsky, « Stylenite (en) », a lieu au défilé de mode de Berlin. Il est devenu connu pour ses performances inhabituelles de différentes disciplines artistiques combinées à une mode de pointe[source secondaire souhaitée]. Des musiciens comme Lady Gaga, HURTS, Alphaville et Icona Pop se sont produits à Stylenites[source secondaire souhaitée]. Michalsky choisit également des moyens non traditionnels lorsqu'il s'agit de sélectionner les modèles, car il a également nommé des modèles handicapés comme Mario Galla (avec une prothèse de jambe) ou des modèles âgés de plus de 60 ans comme Eveline Hall. Le modèle féminin Toni Garrn faisait aussi partie du spectacle[source secondaire souhaitée].